# Anyphaena
Anyphaena là một chi nhện trong họ Anyphaenidae.

## Hình ảnh

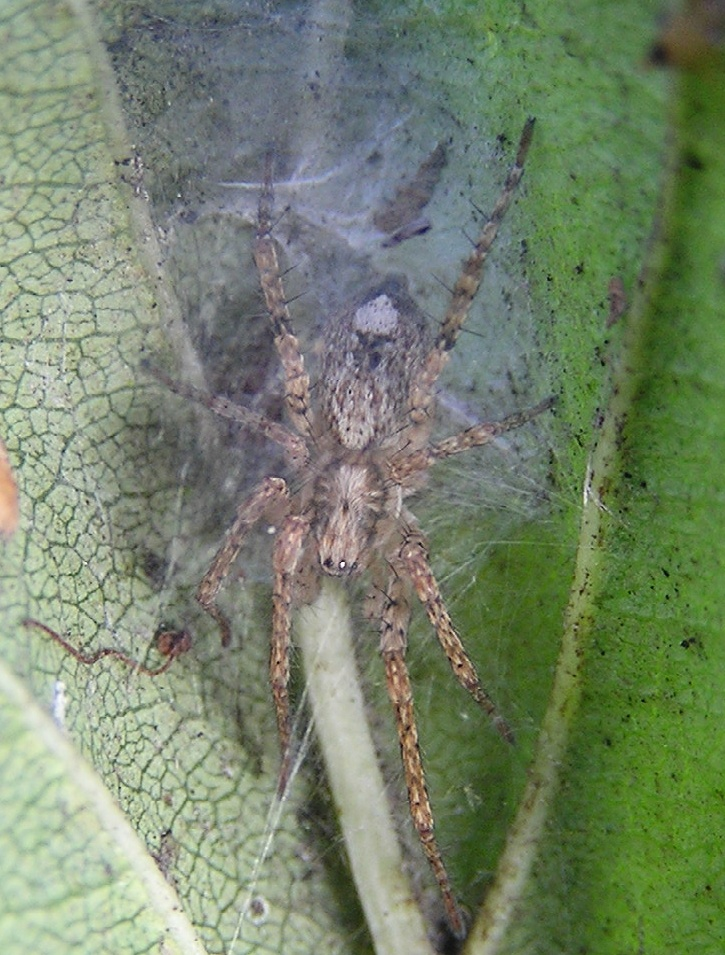